# Blue&Me
Blue&Me is een infotainment-systeem voor auto's van de Fiat Group, gebaseerd op Microsoft Auto en ontwikkeld in een samenwerkingsverband (gestart in 2004) tussen Magneti Marelli (onderdeel van Fiat) en Microsoft. Door de modulaire opbouw van het systeem is het mogelijk achteraf extra functionaliteit toe te voegen. Het systeem biedt bluetooth en een USB-verbinding voor mobiele telefoons en mobiele mediaspelers. Daarnaast biedt het systeem een handsfree-functie, waardoor de gebruiker via spraakcommando's opdrachten kan geven. Hiervoor wordt gebruikgemaakt van spraakherkenningssoftware van Nuance Communications. In samenwerking met Magneti Marelli werd ondersteuning voor veel gangbare modellen mobiele telefoons en mediaspelers gerealiseerd.
Blue&Me Nav is een meer uitgebreide versie die gps-navigatie toevoegt.

## Blue&Me-toepassingen
- Alfa Romeo 159
- Alfa Romeo Brera
- Alfa Romeo Giulietta
- Alfa Romeo MiTo
- Alfa Romeo Spider
- Fiat Croma
- Fiat 500
- Fiat Panda Twinair 85 Lounge
- Fiat Grande Punto
- Fiat Punto EVO
- Fiat Linea
- Fiat Bravo
- Lancia Ypsilon
- Lancia Delta
- Lancia Musa